# 北福克鎮區 (愛荷華州特拉華縣)
北福克鎮區（英語：North Fork Township）是位於美國愛荷華州特拉華縣的一個行政鎮區。

## 地方資料
根據2010年美國人口普查的數據，北福克鎮區的面積為94.02平方千米，當中陸地面積為93.89平方千米，而水域面積為0.13平方千米。當地共有人口512人，而人口密度為每平方千米5.45人。